# زاكار كشيشيان
زاكار كشيشيان (بالأرمنية: Զաքար Քեշիշյան) من مواليد 15 فبراير 1968) هو موسيقي ولد في عنجر في لبنان.

## سيرته الشخصية
ولد زكار كشيشيان في عنجر بلبنان، في عام 1993 تخرج من معهد كوميتاس العام في يريفان كلية الآلات الشعبية، وفي عام 1996 حصل على دبلوم في الجوقة وأكمل أيضًا برنامج الدراسات العليا في السلوك من المعهد الموسيقي نفسه.
وقد أسس الجوقات التالية:
- جوقة غاكافيج لجمعية حماسكيين التعليمية (1988)
- دزيدادان (1992)
- فاراندا (1992 في شوشا)
- كاراباخ الجبلية (مرتفعات قرة باغ)[3]
- جوقة جارجاتش (1997)
- جوقة الشباب الأرمني (2008).[2]

من عام 1998 حتى عام 2000 شارك كيشيشيان في إدارة كلية بارسيه غانشيان الموسيقية، وفي الفترة 2006 - 2009 كان قائد جوقة شنورهالي من الكاثوليكية في كيليكيا (انطلياس لبنان)، شارك في عام 2012 في مهرجان استرهازي الدولي وهو يؤدي «قصة أهوش» لجورج بيليسس مع فرقة كريميراتا بلتيكا الشهيرة.
يدرس كيشيشيان في المعهد الوطني العالي للموسيقى في لبنان، وهو أستاذ في كلية بارسيغ غناتشيان الموسيقية ومحاضر في جامعة هيغازيان، كما أنه أيضًا المدير الفني والقائد في جوقة فاراندا للأطفال والشباب في شوشي، بالإضافة إلى جوقة جارجاتش للأحداث للأطفال وجوقة أيوك للشباب والأوركسترا الشعبية في بيروت.

## جوائزه
- الميدالية الرئاسية «فاتشاكان بيربشاد» (2002)
- وسام «المواطنة الشريفة» (2004)
- جائزة «ييغيش» للجميع الثقافية الأرمنية (2005)
- جائزة IH Ataian الثقافية (2007)
- الميدالية الرئاسية «التقدير» (2011)
- وسام المنظمة الوطنية للطفل اللبناني "(2011)[1]

### أقراص مدمجة
- «قلعة المدينة» (CD (2005
- CD «نرنيني» (2007)[1]

## عائلته
تزوج من عازفة البيانو والشاعرة كاميلا يركانيان كيشيشيان ولديهما ابن واحد فاهاجن كيشيشيان.

## روابط خارجية
- الصفحة الرسمية لزكار كشيشيان نسخة محفوظة 18 ديسمبر 2014 على موقع واي باك مشين.
- علا أوليجونا، كمان، زكار كشيشيان، دودوك، كريماتا بالتيكا
- زهرة جديدة يقدمها زاكار كشيشيان